# 漳州石牌坊
24°30′30″N 117°38′50″E / 24.50833°N 117.64722°E
漳州石牌坊位于中国福建省漳州市芗城区香港路（双门顶）和新华东路（岳口街），共有四座石牌坊，1996年被列为第四批全国重点文物保护单位。

## 历史
双门顶两座石牌坊为“尚書、探花”坊和“三世宰贰、两京敭歷”坊，均为南北向，建于明万历年间，两坊间相距28.5米。“尚書、探花”坊为明万历三十三年（1605年）为嘉靖年间探花、曾任南京礼部尚书林士章而立，坊宽8米，高11米。“三世宰贰、两京敭歷”坊为万历四十七年（1619年）为南京吏部右侍郎蒋孟育及其父亲、祖父而立，坊宽8.09米，高11米，南北向。
岳口街两座石牌坊为“勇壯簡易、所向無前”坊和“閩越雄聲、楚滇偉積”坊，均为东北-西南向，建于清康熙年间，两坊间相距159米。“勇壯簡易、所向無前”坊为清康熙四十六年（1619年）赐福建提督、左都督、挂镇朔将军印的蓝理所立，坊宽10.63米，高12.5米。“閩越雄聲、楚滇偉積”坊为康熙六十一年（1722年）赐福建全漳总兵官、左都督许凤所立，坊宽11.2米，高12米。
四座石牌坊均为三间、五楼、十二柱，以青白石相间建造，是闽南石雕的精品。

## 图片
- “閩越雄聲、楚滇偉積”坊
- “閩越雄聲、楚滇偉積”坊
- “勇壯簡易、所向無前”坊
- “勇壯簡易、所向無前”坊
- “尚書、探花”坊
- “尚書、探花”坊
- “三世宰贰、两京敭歷”坊
- “三世宰贰、两京敭歷”坊